# Clișova Nouă, Orhei
Clișova Nouă este un sat din cadrul comunei Ciocîlteni din raionul Orhei, Republica Moldova.